# Рьоан-джи
Рьоан-джи (на японски: 龍安寺) е будистки храм в Киото, Япония.
Храмът принадлежи към Миошин-джи – дзен-будистка школа Риндзаи-шу. Името на храма означава „храм на дракона в покой."
Храмът е от голямо културно и историческо значение и е включен в списъка на световното наследство на ЮНЕСКО.
Рьоан-джи храм е построен от Хосокава Кацумото през 1450 г. Покровители на храма са били Тойотоми Хидейоши и Токугава Иеясу. Територията на храма първоначално е принадлежала на рода Фудживара.
Храмът Рьоан-джи е известен със своята знаменита градина с камъни.

## Каменна градина
Сухата градина, също каменна градина или градина с камъни, е изградена през 1499 г. от майстор Соами (相 阿 弥), починал през 1525 г. Такива градини са типични за много дзен будистки храмове в Япония.
Има малък размер правоъгълна площ (от изток на запад – 30 m, от юг на север – 10 m), покрити с бял пясък. На мястото са разположени 15 черни необработени камъни, организирани в пет групи. Около всяка група, като рамка, е разположен зелен мъх. От трите страни градината е оградена с ниска кирпичена ограда. От която и да било гледна точка на посетителите в градината от този ред на 15-те камъка винаги един е извън погледа, скрит от другите камъни. Всеки вижда 14 камъка от своята гледна точка. Смята се, че който види всичките 15 камъни може да „постигне просветление."
Градината е част от храмовия комплекс, така че можете да отидете до нея, преминавайки през храма и да погледнете от верандата на храма.